# Fischgrätmuster (Textil)
Das Fischgrätmuster oder Fischgratmuster (kurz Fischgrät oder Fischgrat) ist ein Textilmuster, das beim Weben entsteht. Es ist ein Begriff aus der Bindungslehre, er bezieht sich darauf, dass das Muster an mehrfach nebeneinandergelegte Fischgräten erinnert.

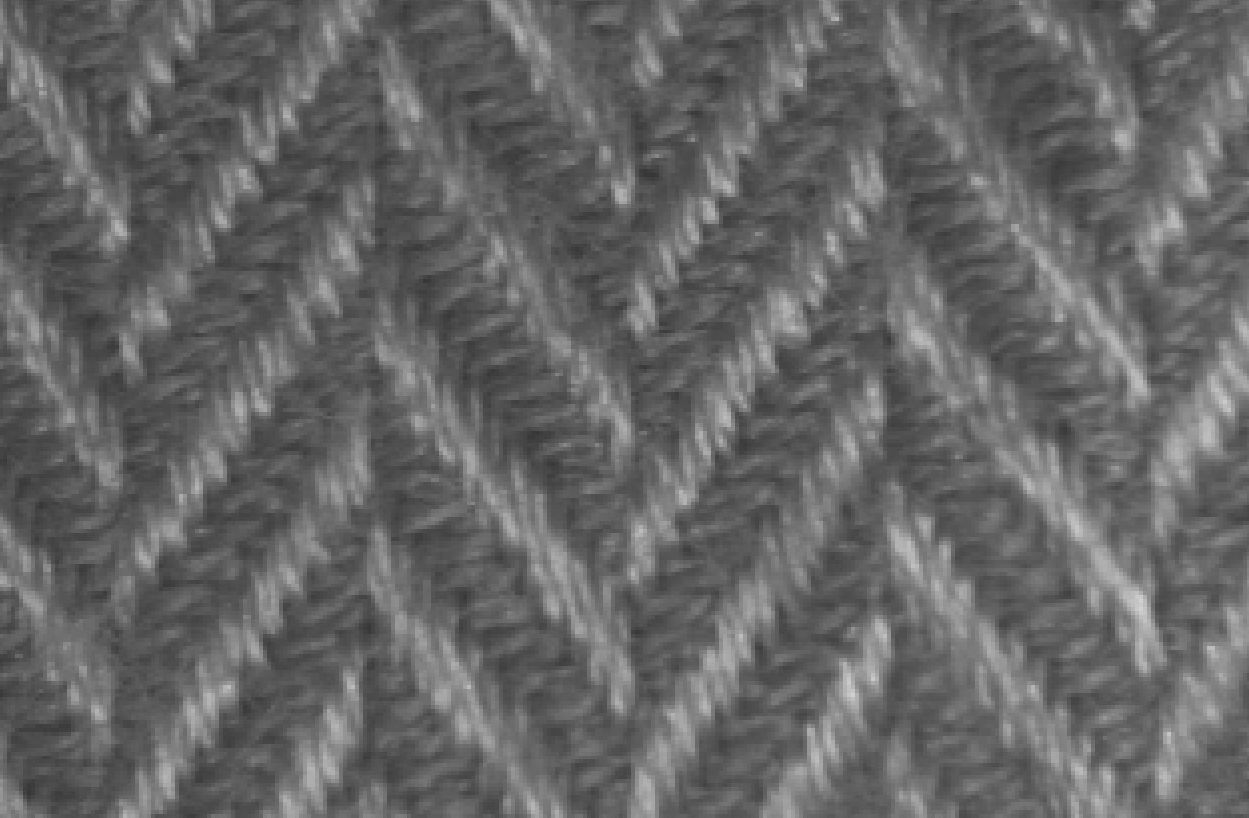
Fischgratmuster vergrößert, hell Kette, dunkel Schuss, eine „Fischgräte“ ist 4,15 mm breit

## Darstellung und Verwendung

Bindungspatrone eines Fischgratköpers

Die Gewebemusterung entsteht durch Anwendung eines sogenannten gebrochenen Köpers. Innerhalb des Rapports einer Köperbindung wird dabei die Richtung des Grats geändert, meist innerhalb des Einzugs der Kette, und um einen Bindungspunkt versetzt (Köperneuordnung). Die Längsstreifen sind meist zwischen 1 cm und 3 cm breit. Bei Verwendung von Streichgarn wirkt die Musterung plastisch. Das Aussehen wird verstärkt durch verschiedenfarbige Kett- und/oder Schussfäden. Auf Grund der mittleren Kett- und Schussfadenzahl und der Bindung haben Gewebe mit diesem Muster ein mittleres und gutes Wärmehaltevermögen. Bei verschiedenfarbigen Garnen ist es weniger schmutzempfindlich. Das Muster wird bei Kammgarn- oder Streichgarn-Geweben, insbesondere traditionellerweise bei Tweed, für Mäntel, Anzüge, Sakkos und Damen-Kostüme verwendet.
Chevron (frz. „Dachsparren“) ist die aus dem Englischen übernommene Bezeichnung für einen Wollstoff im Fischgrätmuster. Chevrons sind schmaler gemustert als Fischgrat, außerdem werden sie kahl ausgerüstet und haben daher eine klare Oberfläche.

## Geschichte
Das Fischgrätmuster wurde schon sehr früh als Gestaltungselement in der Weberei eingesetzt, beispielsweise gehören Fischgratgewebe zu den Funden aus der früheisenzeitlichen Hallstattzeit und aus dem frühmittelalterlichen Haithabu im heutigen Schleswig-Holstein.